# Klaus Wolf (Diplomat)

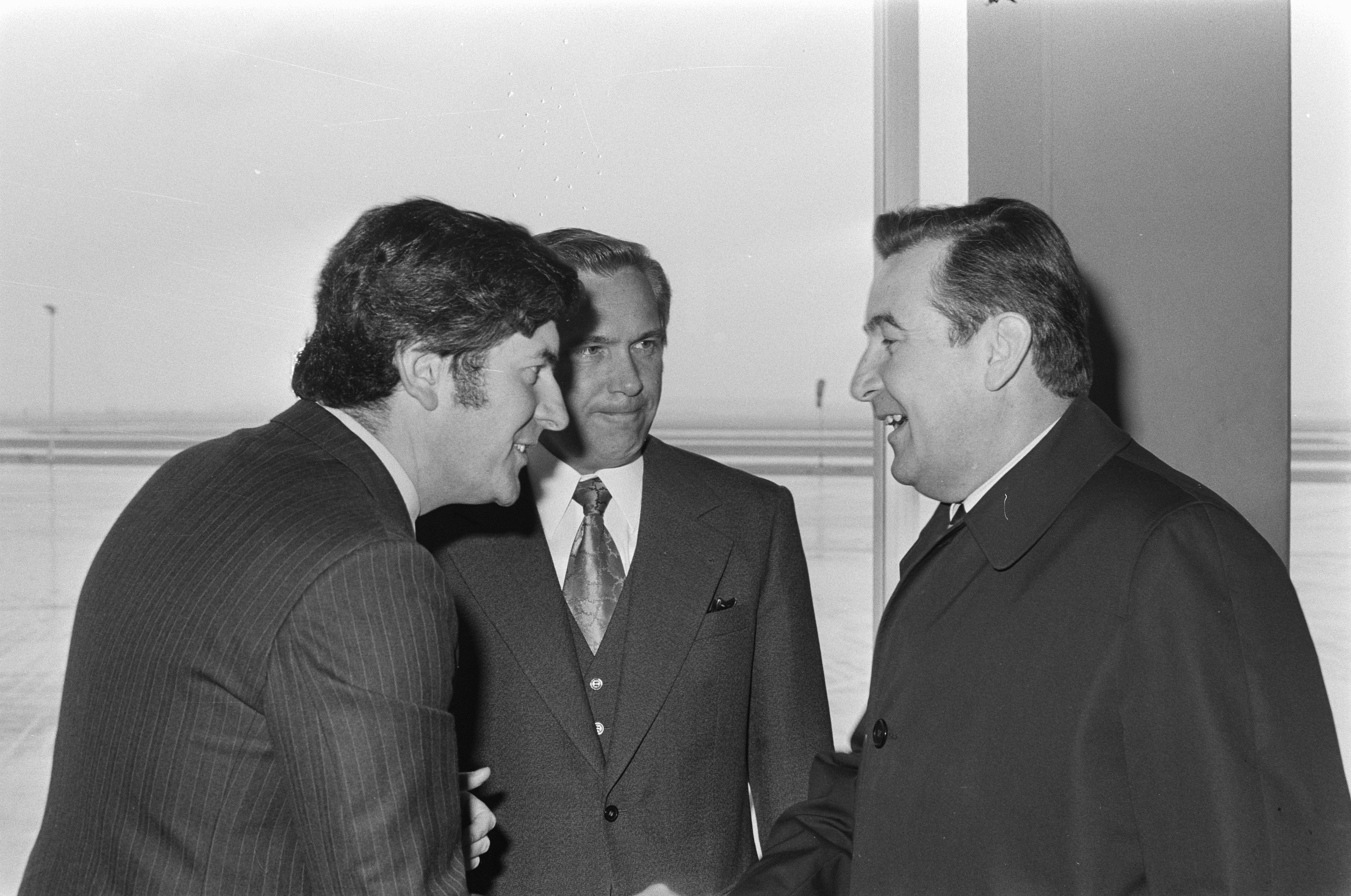
Klaus Wolf (in der Mitte), Ruud Lubbers (links) und Horst Sölle (rechts) (1974)

Klaus Wolf (* 17. November 1934 in Leipzig; † 15. März 2019 in Löbau) war ein deutscher Diplomat. Er war Botschafter der DDR in den Niederlanden, im Iran, in Afghanistan und in Österreich.

## Leben
Nach dem Besuch der Oberschule und dem Abitur studierte Wolf von 1953 bis 1959 Außenpolitik am Institut für Internationale Beziehungen in Moskau. 1959 trat er in den Diplomatischen Dienst der DDR ein. Von 1963 bis 1967 wirkte er als stellvertretender Leiter der Handelsvertretung in Accra. Von 1967 bis 1973 leitete er das Ministerbüro im Ministerium für Auswärtige Angelegenheiten der DDR (MfAA). Von April 1973 bis Dezember 1975 war er – nach der Aufnahme diplomatischer Beziehungen zwischen der DDR und den Niederlanden – der erste DDR-Botschafter in Den Haag. Von Januar 1976 bis August 1979 war er als Botschafter in Teheran tätig, von dort aus war er in Zweitakkreditierung von Juni 1976 bis August 1978 auch Botschafter in Afghanistan. Von 1979 bis 1986 war Wolf Leiter der Hauptabteilung Information im MfAA. Von September 1986 bis 1990 war er schließlich der letzte Botschafter der DDR in Wien. Wolf war Mitglied der SED.
Klaus Wolf verstarb am 15. März 2019 in Löbau. Er hinterließ seine Frau und 2 erwachsene Söhne.

## Auszeichnungen
- Vaterländischer Verdienstorden in Bronze (1973)
- Orden Banner der Arbeit Stufe III[1]
- Vaterländischer Verdienstorden in Silber (1984)
- Großes Goldenes Ehrenzeichen am Bande für Verdienste um die Republik Österreich (26. September 1990), verliehen durch Bundespräsident Kurt Waldheim

Die Urkunden zu den Auszeichnungen befinden sich im Nachlass.